# Alysson monticola
Alysson monticola  (лат.) — вид песочных ос из подсемейства Bembicinae (триба Alyssontini). 
Палеарктика. Россия (Курильские острова). Япония (остров Хонсю). 
Мелкие осы (5—7 мм). Первый и второй членики жгутика усика частично жёлтые. Тело буровато-чёрное с двумя жёлтыми пятнами на втором тергите брюшка. Жгутик усиков самок 11-члениковый, а у самцов 12-члениковый. Гнездятся в земле. Ловят мелких цикадок.